# Радченко Костянтин Федорович
Радченко Костянтин Федорович (20 травня 1872 Київ, Російська імперія — 22 квітня 1908, Ніжин, Полтавська губернія, Російська імперія) — український історик, філолог-славіст. Магістр слов'янської філології (1898), професор (1901).

## Життєпис
Закінчив Першу київську гімназію із золотою медаллю (1890) та історико-філологічний факультет Київського університету (1894). Учень Тимофія Флоринського. Викладач російської мови і словесності в Київській приватній жіночій гімназії А. А. Бейтель(1896–98). Перебував у науковому відрядженні за кордоном (1898—1900). Приват-доцент історико-філологічного факультету Київського університету (1900–01), екстраординарний (1901–05) та ординарний (1906–08) професор Ніжинського історико-філологічного інституту князя Безбородька.
Досліджував історію болгарської та сербської літератури, писемність і культуру, релігійні рухи на Балканах, життя і діяльність діячів сербського Відродження.
Похований у Києві.